# 北村夢
北村 夢（きたむら ゆめ、1995年12月23日  - ）は、東京都出身の陸上競技選手。中距離走。日本体育大学卒業。現在はエディオン女子陸上競技部に所属
。2017年に、日本インカレの800m走において、2分00秒92を記録すると同時に、日本学生記録を作った。身長163cm、体重50kg。

## 主な記録
| 年     | 大会                   | 種目     | 順位 | 備考                   |
| ------ | ---------------------- | -------- | ---- | ---------------------- |
| 2015年 | 第99回日本陸上選手権   | 800m     | 2位  |                        |
|        | 日本インカレ           | 800m     | 8位  |                        |
| 2017年 | 日本学生陸上個人選手権 | 800m     | 優勝 | 大会記録               |
|        | 第101回日本陸上選手権  | 800m     | 優勝 |                        |
|        | 日本インカレ           | 800m     | 優勝 | 2分00秒92 日本学生記録 |
|        | 第72回国民体育大会     | 成年400m | 優勝 |                        |
|        | 第72回国民体育大会     | 成年800m | 優勝 |                        |